# Mausoleo Guilán
Mausoleo Guilán (en azerí: Gilan türbəsi) es un monumento arquitectónico medieval en el distrito de Ordubad de la República Autónoma de Najicheván.

## Características arquitectónicas
El Mausoleo Guilán fue descubierto en la ciudad destruida Guilán en 1979. Este monumento,  condicionalmente denominado como “Mausoleo Guilán”, está ubicado en la ladera de una colina grande. La torre superior del mausoleo fue destruido, pero la tumba queda bien conservado.
El plano de la tumba es octagonal en el interior, pero es rectangular en el exterior. Adentro existe un pavimiento bajo, se había construido posteriormente, no se combiene con la estructura interior. La tumba del mausoleo se difiere de las tumbas octagonales ampliamente extendidas en la arquitectura medieval de Azerbaiyán y de los países vecinos, por su nicho profundo frente a la puerta principal y por su construcción de revistimiento.
En el centro de la tumba Guilán se alza una columna estrechada hacia arriba en forma de hongo. La columna también es octagonal en el plano. La similar columna central es conocida hasta ahora solo por dos monumentos en el territorio de Azerbaiyán – de las tumbas de la Cúpula Roja en Maraghe y del Mausoleo de Momine Jatun en la ciudad de Najicheván. Aunque la tumba Guilán es el ejemplo de la escuela-arquitectónica de Najicheván, casi es igual por su estructura arquitectónica y por su construcción con la capa inferior de la Tumba Menqucuq Qazi (a principios del siglo XII) en el asentamiento Kemah en Anatolia Oriental.  El volumen y la altura de las dos tumbas son muy cercanos uno a otro.
La tumba Guilán fue construida por las piezas de piedras arrancadas de las rocas rodeadas en alrededor. El techo y el piso en el interior fueron revocados con mortero blanco. Sobre la tumba Guilán se alzaba una torre de ladrillo decorada con los motivos complejos geométricos. Pero solo los pequeños fragmentos de la torre quedan bien conservado hasta el día de hoy.